# NGC 6141
NGC 6141 – galaktyka spiralna (S?), znajdująca się w gwiazdozbiorze Herkulesa. Odkrył ją Guillaume Bigourdan 27 maja 1886 roku.
Niektóre katalogi i bazy obiektów astronomicznych (np. SIMBAD) błędnie podają, że NGC 6141 to galaktyka PGC 58077.